# نینشتدت
نینشتدت (به آلمانی: Nienstädt) یک شهر در آلمان است که در شاومبورگ واقع شده‌است. نینشتدت ۴٬۸۶۰ نفر جمعیت دارد.